# Burdinne
Burdinne es un municipio belga perteneciente al distrito de Huy de la provincia de Lieja, en la Región Valona.
A 1 de enero de 2019 tiene 3238 habitantes.
Recibe su nombre del río Burdinale, un curso de agua de la cuenca hidrográfica del Mosa que pasa por su término municipal. El principal monumento del municipio es la Ferme de la Grosse Tour, una granja-castillo de los siglos XVI-XVIII.

## Geografía
Se ubica sobre la carretera N80, unos 20 km al noreste de Namur en la región natural de Hesbaye.

### Secciones del municipio
El municipio comprende los antiguos municipios, que se fusionaron en 1977:
| - Burdinne - Hannêche - Lamontzée - Marneffe - Oteppe |

### Pueblos y aldeas del municipio
Vissoul

## Demografía

### Evolución
Todos los datos históricos relativos al actual municipio, el siguiente gráfico refleja su evolución demográfica, incluyendo municipios después de efectuada la fusión el 1 de enero de 1977.
| Gráfica de evolución demográfica de Burdinne entre 1846 y 2019 |
|                                                                |